# Збалансована система показників
Збалансо́вана систе́ма показникі́в (англ. balanced scorecard (BSC)) — це система менеджменту,  розроблена на початку 1990-х років Робертом Капланом і Девідом Нортоном. Її призначення — забезпечити чіткіше формулювання стратегічних планів та їхню реалізацію — є ширшим за призначення систем, які лише вимірюють фінансові показники.
Збалансована система показників — джерело інформації як щодо внутрішніх процесів в установі, так і щодо їхніх зовнішніх наслідків.
Конкурентні переваги набагато важче здобути лише за рахунок ефективного фінансового менеджменту та інвестицій у фізичні активи. Здатність компанії мобілізувати і використовувати свої нематеріальні активи стає більш значущим фактором. В умовах жорсткої ринкової конкуренції інформаційного періоду найважливішим є довгостроковий розвиток, основні фактори якого - грамотне стратегічне управління, ефективність бізнес-процесів, капітал компанії, втілений у знаннях і кваліфікації співробітників, здатність організації утримувати і залучати нових клієнтів, корпоративна культура, що заохочує інновації та організаційні поліпшення, інвестиції в інформаційні технології.

## Історія
Розвиток парадигм визначення вартості та ефективності діяльності компанії
| 1920-ті роки                                                       | 1970-ті роки                                                                                           | 1980-ті роки | 1990-ті роки |
| • Модель Дюпона (Du Pont Model); • Рентабельність інвестицій (ROI) | • Чистий прибуток на одну акцію(EPS); • Коефіцієнт співвідношення ціни акції та чистого прибутку (Р/Е) | • Коефіцієнт співвідношення ринкової та балансової вартості акцій (М/В); • Рентабельність акціонерного капіталу (ROE); • Рентабельність чистих активів (RONA); • Грошовий потік (Cash Flow) | • Економічна додана вартість (EVA); • Прибуток до виплати відсотків, податків та дивідендів (EBITDA); • Ринкова додана вартість (MVA); • Збалансована система показників (Balanced Scorecard - BSC); • Показник сукупної акціонерної доходності (TSR); • Грошовий потік віддачі на інвестований капітал (CFROI) |

Передумовою виникнення системи збалансованих показників було прагнення керівництва західних компаній посилити управлінську функцію за рахунок органічного узгодження інтересів різних груп: акціонерів, споживачів, партнерів, кредиторів. Для того, щоб реалізувати подібну багатовекторну політику управління бізнесом, необхідно мати комплексну систему стратегічних цілей і ключових показників, добре збалансовану систему стратегічного вимірювання.
Ще у 1975 Стівен Кер, підбиваючи підсумки діяльності багатьох компаній, зробив висновок про необхідність використання різних систем вимірювання результатів діяльності компаній з різною метою, проте найбільший внесок у вирішення цієї проблеми зробили американці - директор «Norlan Norton Institute» Девід Нортон, нині керівник «Balanced Scorecard Collaborative», та Роберт Каплан - професор «Harvard Business School», якого було запрошено як наукового консультанта проекту. В 1990 вони дослідили 12 великих компаній, що намагалися поширити свої системи вимірювання шляхом включення в них показників нефінансового характеру, що дало б їм змогу розширити інформаційну базу для прийняття управлінських рішень. Як головну учасниками проекту було обрано таку гіпотезу: «методика оцінки ефективності діяльності підприємства, що базується виключно на фінансових показниках не забезпечує зростання майбутньої економічної цінності організації». Результати досліджень сприяли появі концепції збалансованої системи показників (BSC), яка дістала назву «збалансована» внаслідок комплексного підходу до оцінки як матеріальних, так і нематеріальних активів, ґрунтуючись на чотирьох складових - фінанси, маркетинг, внутрішні бізнес-процеси, навчання та зростання .

## Опис

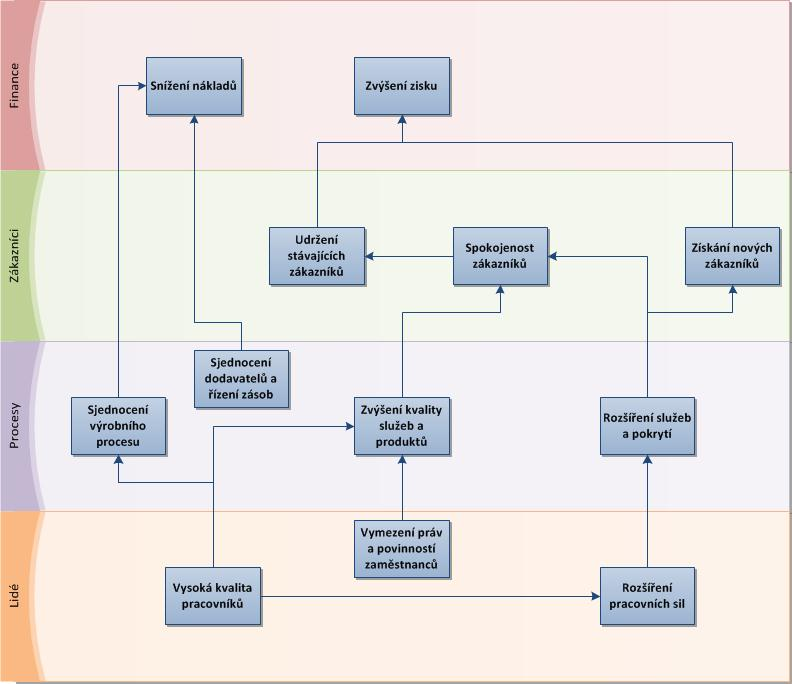

Як і традиційні системи, BSC містить фінансові показники як одні з основних критеріїв оцінки результатів діяльності організації, але підкреслює важливість показників нефінансового характеру, що оцінюють задоволеність покупців і акціонерів, ефективність внутрішніх бізнес-процесів, потенціал співробітників з метою забезпечення довгострокового фінансового успіху компанії.
Отже, система Нортона і Каплана дозволяє менеджерам представити бізнес у чотирьох проєкціях, тобто передбачає відповіді на чотири запитання:
1) як фірму оцінюють клієнти (аспект клієнта)?

2) які процеси можуть забезпечити фірмі виключні конкурентні переваги (внутрішньо-господарський аспект)?

3) яким чином можна досягти подальшого поліпшення стану фірми (аспект інновацій та навчання)?

4) як оцінюють підприємство акціонери (фінансовий аспект)?
По кожному запитанню визначають: цілі, показники, завдання, заходи (Табл.1)
| Цілі | Показники | Завдання | Заходи |
|      |           |          |        |
|      |           |          |        |

Чотири проєкції Каплана і Нортона («Фінанси», «Маркетинг», «Персонал», «Бізнес-процеси») являють собою швидше організаційну структуру, ніж обмежену схему. Ніщо не заважає компаніям залежно від конкретної ситуації доповнити модель ще однією або двома таблицями, хоч істотна перевага BSC - її концентрованість і якість представлення інформації.
ЗСП ефективно управляє такими ключовими процесами, як: 

1) переведення бачення в стратегії;

2) комунікація і зв'язок; 

3) бізнес-планування;

4) зворотний зв'язок і зміцнення знань у царині стратегічного управління.
Крім того, управлінці дістають відповіді на основні запитання: за рахунок чого компанія створює свою вартість? Які процеси є ключовими в її діяльності? Який рівень кваліфікації персоналу і застосовуваних технологій? Яка їхня відповідність обраній стратегії? Які інвестиції потрібно здійснити в розвиток компанії з метою досягнення довгострокових цілей організації? В результаті використання Balanced Scorecard діяльність компанії стає прозорішою і керованішою.
ЗСП значно розширює можливості стратегічного управління, що робить його реальнішим. З цієї причини розробки щодо формування і використання цієї концепції в системах управління українських підприємств мають велике перспективне значення і заслуговують на увагу з боку науковців і практиків.